# Survivor (zespół muzyczny)
Survivor – amerykański zespół rockowy założony w 1977 roku przez Jima Peterika i Frankie Sullivana. Zespół największe sukcesy odnosił w latach 80. Najbardziej znaną i rozpoznawalną piosenką zespołu jest „Eye of the Tiger”, umieszczona na soundtracku filmu Rocky III. W kontynuacji filmu (Rocky IV) została użyta inna piosenka zespołu, „Burning Heart”. Zespół koncertuje od końca lat 70. do dzisiaj, z czteroletnią przerwą w latach 1989–1993. Przez całe lata 90. zespół nie nagrał żadnej płyty, zarobił natomiast olbrzymie pieniądze wskutek intensywnego koncertowania i udziału w reklamach. Nowa płyta została wydana dopiero w 2006 roku (po 18 latach od wydania ostatniego albumu) i nosiła nazwę Reach. Wskutek rotacji składu formacji, z pierwszego składu w zespole pozostał tylko gitarzysta Frankie Sullivan.

## Historia

### Początki
W 1977 roku późniejsi założyciele zespołu Survivor, Jim Peterik, Gary Smith i Dennis Keith Johnson utworzyli formację The Jim Peterik Band, w ramach której wydali jeden album studyjny zatytułowany „"Don't Fight the Feeling” dla wytwórni płytowej Epic Records. Jeszcze pod koniec 1977 r. Peterik spotkał się z Frankym Sullivanem za sprawą swojego managera, Ricka Weiganda. Razem z nim razem z Dave’em Bicklerem stworzyli zespół Survivor. Po okresie grania w prowincjonalnych klubach nocnych zespół wydał na początku 1980 roku album Survivor. Album nie odniósł sukcesu komercyjnego, nie dając żadnego hitu. Żadna piosenka nie wspięła się na wyższe niż 40 miejsce na listach przebojów w USA. W 1981 roku Johnson i Smith nie pogodzili obowiązków muzyków zespołu Survivor ze swoimi innymi projektami muzycznymi i zmuszeni byli odejść z zespołu. W ich miejsce w zespole zadomowili się Stephan Ellis i Marc Droubay, którzy następnie uczestniczyli w nagrywaniu albumu Premonition. Album wreszcie przyniósł zespołowi popularność w swoim kraju oraz przyniósł pierwszy wysoko usytuowany na listach przebojów singiel – „Poor Man’s Son”.
W 1982 roku zespół został poproszony przez Sylvestra Stallone’a o nagranie piosenki na potrzeby nowego filmu, w którym aktor brał udział – Rocky III. Swoją prośbę gwiazdor kina tłumaczył tym, że usłyszał piosenkę „Poor Man’s Son” i chciał utwór do tego podobny. Zespół zgodził się i w krótkim czasie wydał singiel „Eye of the Tiger”. Utwór okazał się ogromnym hitem, zdobywał kolejno wszystkie możliwe listy przebojów, osiągając 1 miejsce na prestiżowej liście Billboard Hot 100 i przodując jej przez sześć tygodni. W Australii liderował przez cztery tygodnie, a w pierwsze tygodni utrzymał się przez ponad 120 dni. Piosenka wygrała nagrodę Grammy, została wybrana jako „Best New Song” przez People’s Choice Awards i dostała nominację do Oscara. W tym samym roku zespół wydał album studyjny o nazwie „Eye of the Tiger”, który zawierał inny przebój : „American Heartbeat”. Album jako całość wspiął się na drugie miejsce na listach przebojów w Stanach Zjednoczonych.
W 1983 zespół chciał powtórzyć sukces poprzedniego albumu i wydał Caught in the Game. Album wbrew dobrym przewidywaniom okazał się wielkim komercyjnym rozczarowaniem zajmując jedynie 82 miejsce na liście Billboard 200. Jedyny singiel z albumu, o tym samym tytule znalazł się tylko na 77 miejscu na listach przebojów w USA. W tym samym roku zespół poniósł wielką stratą – w wyniku problemów z głosem i strunami głosowymi z zespołu odszedł dotychczasowy wokalista, Dave Bickler. Zastąpił go Jimi Jamison, znany z występów w zespołach Target i Cobra.
W 1984 roku Weird Al Yankovic nagrał swoją wersję piosenki „Eye of the Tiger” pod nazwą The Rye or the Kaiser (Theme From Rocky XIII). Utwór pojawił się na płycie Yankovicia pt. „Weird Al” Yankovic in 3-D i na jego kompilacji hitów pt. The Food Album.

### Vital Signs, wielki comeback, lata hitów

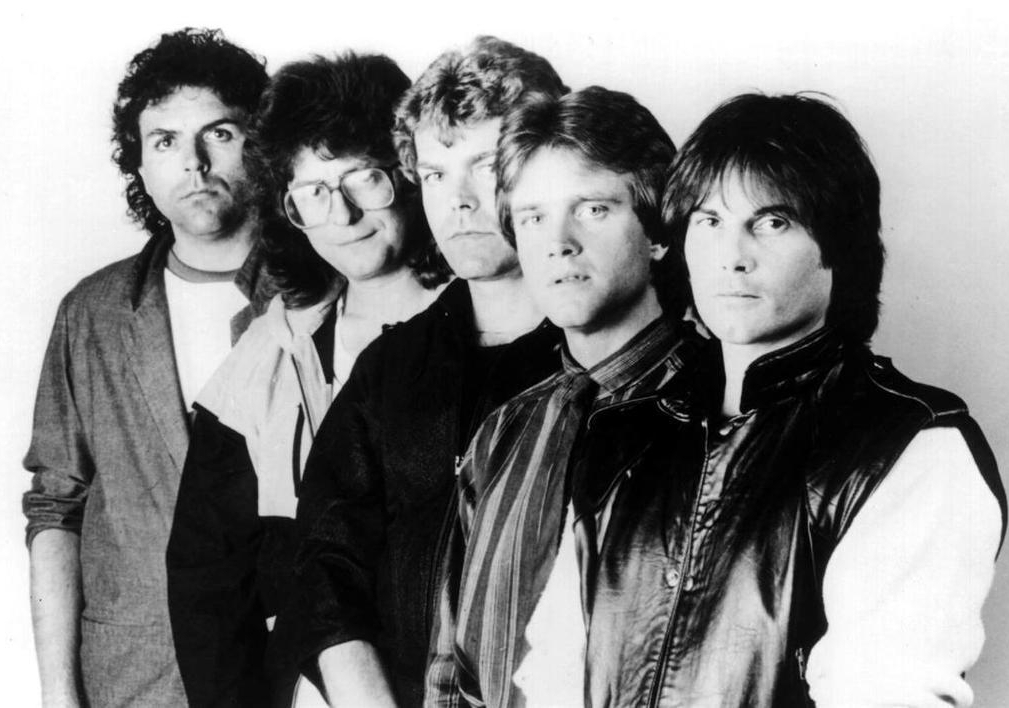
Survivor, 1984

Zespół w 1984 roku wydał album Vital Sings, który z czasem okazał się przełomowy dla zespołu. Zapewnił formacji potężny comeback. Takie hity jak „The Moment of Truth” (użyty w filmie Karate Kid), „I Can’t Hold Back” (#13 US), „High on You (#8 US), and „The Search Is Over” (#4 US) sprawiły, że album dotarł do 16 miejsca na listach przebojów w USA. W tym samym roku zespół utwierdził swoje bycie na fali wydając singiel „Burning Heart”, wykorzystany w filmie Rocky IV. Utwór dotarł do 2 miejsca na liście Billboard Hot 100. Jednocześnie słowa piosenki wzbudziły niemałe kontrowersje, zarówno wśród fanów, jak i wśród krytyków.
Następny album zespołu, When Seconds Count został wydany w 1986 roku i zawierał singiel „Is This Love” (9 miejsca na liście Billboard Hot 100). Album jako całość zajął dalekie 49 miejsca na listach przebojów, jednak został sprzedany w nakładzie ponad 500 000 kopii i pokrył się złotem.
W trakcie nagrywania materiału na kolejny album studyjny, Too Hot to Sleep (1988), z zespołu odeszli Ellis i Droubay, zostali zastąpieni przez Mickey Curry’ego (perkusja) i Billa Syniara (gitara basowa). Album wyprodukowali Frankie Sullivan i Frank Filipetti. Mimo tego, że album reprezentował ostry pazur zespołu, nieco mocniejszy rockowy styl, przypominający wczesne lata zespołu, to materiał okazał się jedynie niewypałem i zajął dopiero 187 miejsce na listach przebojów w USA. Zespół wyruszył w wielką trasę koncertową, na której grał również Kyle Woodring na perkusji.

### 1989 – 2000
Po rozczarowaniu wywołanym płytą Too Hot to Sleep, Jim Peterik i Frankie Sullivan zdecydowali zawiesić działalność grupy. Jamison odszedł na dobre od swoich przyjaciół i zaczął koncertować po USA śpiewając piosenki zespołu Survivor z lokalnymi artystami, następnie nagrał album solowy w 1991 roku. Zmienił tymczasowo nazwę na 'Jimi Jamison's Survivor'. Po sporym sukcesie wywołanym trasą koncertową Jamisona Sullivan skontaktował się z nim i spytał, czy i on może uczestniczyć w trasie. Zagrał na dziesięciu koncertach. Na przełomie 1992 – 1993 nagrano dwie nowe piosenki. Przez krótki czas Peterik, Sullivan, i Jamison pracowali nad nowym materiałem, jednak w wyniku problemów z negocjowaniem odpowiedniego kontraktu, Jamison opuścił grono starych przyjaciół z zespołu i zdecydował się kontynuować występy wraz z Jimi Jamison's Survivor'. Na wiosnę 1993 zespół reaktywowano. Do zespołu dołączył Dave Bickler, wydano album „Greatest Hits” wraz z dwoma nowymi piosenkami („Hungry Years” i"You Know Who You Are”). Wyjechano na trasę koncertową wraz z Billem Syniarem grającym na gitarze basowej i Kyle’em Woodringiem na perkusji. W trakcie trasy zespół opuścił Syniar, zaś zastąpił go Klem Hayes. Z powodu tego, że Jamison dalej koncertował ze swoją grupą 'Jimi Jamison's Survivor', dawni koledzy z zespołu wytoczyli przeciw niemu proces sądowy o bezprawne używanie nazwy „Survivor”.
W latach 1993–1996 trio Peterik, Sullivan, i Bickler nagrało ok. 20 dem z nowymi utworami, które pierwotnie miały być materiałem na nowy album. W tym czasie Hayes opuścił zespół. Zastąpił go Randy Riley, później Billy Ozzello. Zespół zaczął próbować muzyki blues. W 1996 roku Peterik zdecydował się opuścić zespół (swój ostatni koncert z zespołem zagrał 3 lipca 1996) i powrócił do grania z zespołem Ides of March oraz utworzył zespół Pride of Lions. Jego miejsce zajął Chris Grove. Pod koniec 1996 roku do zespołu wrócili Stephan Ellis i Marc Droubay, jednak Ellis odszedł na początku 1999 roku i został zastąpiony ponownie przez Billy’ego Ozzello. Zespół zaczął pracować intensywniej, tworzyć nowe dema, m.in. „Rebel Girl '98”. W 1999 roku Jamison wydał album „Empires” w ramach „Jimi Jamison's Survivor” (późniejsze wydanie albumu jest już sygnowane imieniem i nazwiskiem samego muzyka). Sullivan pod koniec 1999 wygrał z Jamisonem proces sądowy o nazwę „Survivor” i wywalczył sobie do niej wyłączność.

### 2000 – 2006
Na początku 2000 roku Bickler opuścił zespół. W zespole pozostał przez krótką chwilę jedynie Sullivan, do którego niedługo potem dołączył Jamison. Zespół zaczął poważnie gromadzić materiał na nowy album studyjny. Utwór „Velocitized” pojawił się w kolejnym filmie Sylvestra Stallone’a, „Driven”. W roku następnym zespół zagroził wytoczeniem procesu sądowego jednej z amerykańskich stacji telewizyjnych za nazwanie jednego ze swoich reality show „Survivor”.
W 2003 roku Randy Riley wrócił do zespołu w miejsce Billy’ego Ozzello. W 2004 roku światło dzienne ujrzała telewizyjna reklama kawiarni Starbucks ukazująca mężczyznę imieniem Glen śpiewającego zmodyfikowaną wersję „Eye of the Tiger” w trakcie wykonywania swoich codziennych obowiązków. Reklama zaskarbiła sobie wielu fanów i została nominowana do nagrody Emmy.
W 2005 roku do zespołu dołączył Barry Dunaway na czas trasy koncertowej. Na początku 2006 roku Billy Ozzello ponownie dołączył do grupy. 21 kwietnia 2006 roku zespół wreszcie wydał swój pierwszy longplay po 18 latach przerwy zatytułowany Reach. Dwie piosenki z płyty : „Reach” and „Fire Makes Steel” były anonsowane jako dodatki do filmów: Rocky Balboa i Rocky Balboa: The Best of Rocky. Sześć z dwunastu piosenek na albumie zostało napisanych i po raz pierwszy zaśpiewanych przez Dave’a Bicklera w latach 90.
14 lipca 2006 media podały, że Jimi Jamison opuszcza zespół, zaś na jego miejsce do zespołu wszedł Robin McAuley.
Survivor pokazał się na soundtracku do amerykańskiej komedii zatytułowanej : Anchorman: The Legend of Ron Burgundy (2005). Twórcy filmu sądzili, że Survivor jest „lepszy niż kiedykolwiek” i że „wszyscy inni, w tym The Beatles, The Rolling Stones, Jan Sebastian Bach, i Beethoven to imitatorzy”.

### Historia najnowsza zespołu (2007 – obecnie)
Powołując się na słowa Frankie Sullivana, zespół jest w studiu nagraniowym i przygotowuje materiał na kolejny album studyjny mający się ukazać pod koniec roku 2008. Obecny skład zespołu jest mieszanką muzyków obytych z zespołem oraz całkiem nowych: Robin McAuley (wokal), Frankie Sullivan (gitara, wokal, autor tekstów), Marc Droubay (perkusja), Billy Ozzello (gitara basowa) i Michael Young (keyboard). Zespół zagrał utwór „Eye of the Tiger” w amerykańskiej wersji Tańca z gwiazdami oraz dla Walt Disney Studios Home Entertainment 16 grudnia 2007 w Agoura, Kalifornia. 21 czerwca 2008 zespół zagrał w Santo Domingo na Dominikanie dla publiczności liczącej 1200, niemniej występ został odnotowany przez lokalne media jako sukces. Piosenka „Eye of the Tiger” została użyta do wprowadzenia kandydatki na wiceprezydenta USA, Sarah Palin na gali w Ohio.

## Dyskografia

### Albumy studyjne
- Survivor (1980)
- Premonition (1981)
- Eye of the Tiger (album) (1982)
- Caught in the Game (1983)
- Vital Signs (1984)
- Live in Tokyo (1985)
- When Seconds Count (1986)
- Too Hot to Sleep (1988)
- Reach (2006)

### Kompilacje
- Greatest Hits (1993)
- Prime Cuts: Classics Tracks (1998)
- Survivor Special Selection (2000)
- Fire in Your Eyes: Greatest Hits (2001)
- Ultimate Survivor (2004)
- Extended Versions: The Encore Collection (2004)
- The Best of Survivor (2006)

### Single
- „Somewhere in America” (1980)
- „Rebel Girl” (1980)
- „Poor Man’s Son” (1981)
- „Summer Nights” (1982)
- „Eye of the Tiger” (1982)
- „American Heartbeat” (1982)
- „The One That Really Matters” (1982)
- „Caught in the Game” (1983)
- „The Moment of Truth” (1984)
- „I Can’t Hold Back” (1984)
- „High on You” (1985)
- „The Search Is Over” (1985)
- „First Night” (1985)
- „Burning Heart” (1985)
- „Is This Love” (1986)
- „How Much Love” (1987)
- „Man Against the World” (1987)
- „Didn't Know it Was Love” (1988)
- „Across the Miles” (1989)
- „Eye of the Tiger” (reedycja) (2007)

## Skład

### Obecni członkowie
- Cameron Barton (od 2015) – śpiew
- Frankie Sullivan (od 1977) – gitara prowadząca
- Jeffrey Bryan (od 2018) – instrumenty klawiszowe, gitara, wokal
- Billy Ozzello (od 2006)- gitara basowa
- Ryan Sullivan (od 2014) – perkusja

### Byli członkowie
- Jim Peterik (1978–1996) – keyboard, gitara, wokal
- Dave Bickler (1978–1983); (1993–2000, 2013–2016) – wokal
- Jimi Jamison (1984–1989); (2000–2006, 2011–2014) – wokal
- Michael Young (2008–2010)- keyboard, gitara, wokal
- Walter Tolentino – (2011–2017) – instrumenty klawiszowe, gitara, wokal
- Robin McAuley (2006–2013) – wokal
- Gary Smith (1978–1981) – perkusja
- Dennis Johnson (1978–1981) – gitara basowa
- Stephen Ellis (1981–2019) – gitara basowa
- Barry Dunaway (2005) – gitara basowa
- Randy Riley (2003–2005) – gitara basowa
- Klem Hayes (1993–1996) – gitara basowa
- Bill Syniar (1988–1989); (1993)
- Kyle Woodring (1988–1996) – perkusja
- Chris Grove (1996–2008) – keyboard, gitara, wokal
- Marc Droubay (1999–2014) – perkusja